# Liste des monuments historiques d'Arras
Cet article recense les monuments historiques d'Arras, en France.

## Statistiques
Arras compte 225 édifices comportant au moins une protection au titre des monuments historiques, soit 35 % des monuments historiques du département du Pas-de-Calais. Arras est la 7e ville française comptant le plus de monuments historiques, après Paris, Bordeaux, La Rochelle, Nancy, Lyon et Rouen. 157 édifices comportent au moins une partie classée ; les 68 autres sont inscrits.
Le graphique suivant résume le nombre d'actes de protection par décennies (ou par année avant 1880) :

## Liste
| Monument                                                  | Adresse                                               | Coordonnées                      | Notice         | Protection | Date           | Illustration                                              |
| --------------------------------------------------------- | ----------------------------------------------------- | -------------------------------- | -------------- | ---------- | -------------- | --------------------------------------------------------- |
| Abbaye d'Henin-Liétard                                    | 12 rue Victor-Hugo                                    | 50° 17′ 20″ nord, 2° 46′ 01″ est | « PA00107960 » | Inscrit    | 1946           | Abbaye d'Henin-Liétard                                    |
| refuge des moines de l'abbaye du mont Saint-Éloi          | Place du Wetz-d'Amain                                 | 50° 17′ 30″ nord, 2° 46′ 10″ est | « PA00107961 » | Inscrit    | 1929 1946      | refuge des moines de l'abbaye du mont Saint-Éloi          |
| Abbaye Saint-Vaast                                        |                                                       | 50° 17′ 31″ nord, 2° 46′ 24″ est | « PA00107962 » | Classé     | 1907           | Abbaye Saint-Vaast                                        |
| Beffroi                                                   |                                                       | 50° 17′ 28″ nord, 2° 46′ 37″ est | « PA00107963 » | Classé     | 1840           | Beffroi                                                   |
| Cathédrale Notre-Dame-et-Saint-Vaast                      |                                                       | 50° 17′ 35″ nord, 2° 46′ 29″ est | « PA00107964 » | Classé     | 1906           | Cathédrale Notre-Dame-et-Saint-Vaast                      |
| Chapelle des Chariottes                                   |                                                       | 50° 17′ 37″ nord, 2° 46′ 33″ est | « PA00107965 » | Classé     | 1921           | Chapelle des Chariottes                                   |
| Citadelle (également sur Achicourt)                       |                                                       | 50° 16′ 58″ nord, 2° 45′ 34″ est | « PA00107966 » | Classé     | 2012           | Citadelle(également sur Achicourt)                        |
| Couvent des Clarisses                                     | 1 rue Sainte-Claire                                   | 50° 17′ 24″ nord, 2° 45′ 50″ est | « PA00107967 » | Inscrit    | 1946           | Couvent des Clarisses                                     |
| Édifice paléochrétien                                     | Place de la Préfecture                                | 50° 17′ 36″ nord, 2° 45′ 55″ est | « PA00135493 » | Inscrit    | 1995           | Image manquante Téléverser                                |
| Fontaine du Pont-de-Cité                                  | Place Pont-de-Cité Rue du 29-Juillet Rue Saint-Aubert | 50° 17′ 34″ nord, 2° 46′ 06″ est | « PA00107968 » | Inscrit    | 1988           | Fontaine du Pont-de-Cité                                  |
| Hôpital Saint-Éloy                                        | 11 place de l'Ancien-Rivage                           | 50° 17′ 41″ nord, 2° 46′ 30″ est | « PA00107969 » | Inscrit    | 1946           | Hôpital Saint-Éloy                                        |
| Hospice Sainte-Agnès                                      | Rue Sainte-Agnès Place Saint-Étienne                  | 50° 17′ 22″ nord, 2° 46′ 15″ est | « PA00107970 » | Inscrit    | 1947           | Hospice Sainte-Agnès                                      |
| Hôtel de la Basecque                                      | 12 rue Emile-Legrelle                                 | 50° 17′ 22″ nord, 2° 46′ 39″ est | « PA00107971 » | Classé     | 1976           | Hôtel de la Basecque                                      |
| Hôtel de Beauffort                                        | 3 bis rue Aristide Briand                             | 50° 17′ 19″ nord, 2° 46′ 11″ est | « PA62000132 » | Inscrit    | 2012           | Image manquante Téléverser                                |
| Hôtel Dubois de Fosseux                                   | 14 rue du Marché-au-Filé                              | 50° 17′ 35″ nord, 2° 46′ 38″ est | « PA00107972 » | Inscrit    | 1946           | Hôtel Dubois de Fosseux                                   |
| Hôtel de la chambre des notaires du Pas-de-Calais         | 1bis rue du Collège                                   | 50° 17′ 22″ nord, 2° 46′ 23″ est | « PA62000069 » | Inscrit    | 2006           | Hôtel de la chambre des notaires du Pas-de-Calais         |
| Hôtel de Gomiecourt                                       | 10 rue Émile-Legrelle                                 | 50° 17′ 23″ nord, 2° 46′ 38″ est | « PA00107973 » | Inscrit    | 1947           | Image manquante Téléverser                                |
| Hôtel Lefèbvre-Cayet                                      | 2 rue des Fours                                       | 50° 17′ 22″ nord, 2° 46′ 08″ est | « PA00107974 » | Inscrit    | 1977           | Hôtel Lefèbvre-Cayet                                      |
| Hôtel de Lur-Saluces                                      | 4 (?) rue des Portes-Cochères                         | 50° 17′ 22″ nord, 2° 46′ 33″ est | « PA00107975 » | Inscrit    | 1946           | Image manquante Téléverser                                |
| Hôtel particulier                                         | 2 rue Notre-Dame 17 place de la Préfecture            | 50° 17′ 31″ nord, 2° 45′ 58″ est | « PA62000147 » | Inscrit    | 2015           | Image manquante Téléverser                                |
| Hôtel de préfecture du Pas-de-Calais                      | 20 place de la Préfecture                             | 50° 17′ 34″ nord, 2° 45′ 53″ est | « PA00135494 » | Inscrit    | 1995           | Hôtel de préfecture du Pas-de-Calais                      |
| Hôtel du Premier Président du Conseil Provincial d'Artois | 2 rue des Jongleurs                                   | 50° 17′ 28″ nord, 2° 46′ 25″ est | « PA00107976 » | Inscrit    | 1999           | Hôtel du Premier Président du Conseil Provincial d'Artois |
| Hôtel de la Verdure                                       | 18 rue Émile-Legrelle                                 | 50° 17′ 22″ nord, 2° 46′ 40″ est | « PA00107977 » | Classé     | 1976           | Image manquante Téléverser                                |
| Hôtel de ville                                            |                                                       | 50° 17′ 28″ nord, 2° 46′ 37″ est | « PA00107978 » | Classé     | 1921           | Hôtel de ville                                            |
| Immeuble                                                  | 1 Grand-Place                                         | 50° 17′ 29″ nord, 2° 46′ 45″ est | « PA00107995 » | Classé     | 1919           | Immeuble                                                  |
| Immeuble                                                  | 2 Grand-Place                                         | 50° 17′ 29″ nord, 2° 46′ 46″ est | « PA00107996 » | Classé     | 1920           | Immeuble                                                  |
| Immeuble                                                  | 2bis Grand-Place                                      | 50° 17′ 29″ nord, 2° 46′ 47″ est | « PA00107997 » | Classé     | 1920           | Image manquante Téléverser                                |
| Immeuble                                                  | 2ter Grand-Place                                      | 50° 17′ 29″ nord, 2° 46′ 47″ est | « PA00107998 » | Classé     | 1919           | Image manquante Téléverser                                |
| Immeuble                                                  | 2quater Grand-Place 14 rue de la Taillerie            | 50° 17′ 29″ nord, 2° 46′ 47″ est | « PA00107999 » | Classé     | 1920           | Image manquante Téléverser                                |
| Immeuble                                                  | 3 Grand-Place                                         | 50° 17′ 30″ nord, 2° 46′ 45″ est | « PA00108000 » | Classé     | 1920           | Image manquante Téléverser                                |
| Immeuble                                                  | 4 Grand-Place                                         | 50° 17′ 29″ nord, 2° 46′ 47″ est | « PA00108001 » | Classé     | 1920           | Image manquante Téléverser                                |
| Immeuble                                                  | 5 Grand-Place                                         | 50° 17′ 30″ nord, 2° 46′ 45″ est | « PA00108002 » | Classé     | 1921           | Image manquante Téléverser                                |
| Immeuble                                                  | 6 Grand-Place                                         | 50° 17′ 29″ nord, 2° 46′ 47″ est | « PA00108003 » | Classé     | 1919           | Image manquante Téléverser                                |
| Immeuble                                                  | 7 Grand-Place                                         | 50° 17′ 30″ nord, 2° 46′ 45″ est | « PA00108004 » | Classé     | 1921           | Image manquante Téléverser                                |
| Immeuble                                                  | 8 Grand-Place                                         | 50° 17′ 29″ nord, 2° 46′ 47″ est | « PA00108005 » | Classé     | 1920           | Immeuble                                                  |
| Immeuble                                                  | 9 Grand-Place                                         | 50° 17′ 30″ nord, 2° 46′ 45″ est | « PA00108006 » | Classé     | 1919           | Image manquante Téléverser                                |
| Immeuble                                                  | 10 Grand-Place                                        | 50° 17′ 29″ nord, 2° 46′ 48″ est | « PA00108007 » | Classé     | 1920           | Image manquante Téléverser                                |
| Immeuble                                                  | 11 Grand-Place                                        | 50° 17′ 31″ nord, 2° 46′ 46″ est | « PA00108008 » | Classé     | 1919           | Image manquante Téléverser                                |
| Immeuble                                                  | 12 Grand-Place                                        | 50° 17′ 29″ nord, 2° 46′ 49″ est | « PA00108009 » | Classé     | 1921           | Image manquante Téléverser                                |
| Immeuble                                                  | 13 Grand-Place Rue du Noble                           | 50° 17′ 31″ nord, 2° 46′ 46″ est | « PA00108010 » | Classé     | 1919           | Image manquante Téléverser                                |
| Immeuble                                                  | 14 Grand-Place                                        | 50° 17′ 28″ nord, 2° 46′ 49″ est | « PA00108011 » | Classé     | 1920           | Image manquante Téléverser                                |
| Immeuble                                                  | 15 Grand-Place Rue du Noble                           | 50° 17′ 31″ nord, 2° 46′ 46″ est | « PA00108012 » | Classé     | 1920 1921      | Image manquante Téléverser                                |
| Immeuble                                                  | 16 Grand-Place                                        | 50° 17′ 28″ nord, 2° 46′ 49″ est | « PA00108013 » | Classé     | 1920           | Image manquante Téléverser                                |
| Immeuble                                                  | 17 Grand-Place                                        | 50° 17′ 31″ nord, 2° 46′ 46″ est | « PA00108014 » | Classé     | 1920           | Image manquante Téléverser                                |
| Immeuble                                                  | 18 Grand-Place                                        | 50° 17′ 28″ nord, 2° 46′ 49″ est | « PA00108015 » | Classé     | 1920           | Immeuble                                                  |
| Immeuble                                                  | 19 Grand-Place                                        | 50° 17′ 32″ nord, 2° 46′ 46″ est | « PA00108016 » | Classé     | 1920           | Image manquante Téléverser                                |
| Immeuble                                                  | 20 Grand-Place                                        | 50° 17′ 28″ nord, 2° 46′ 50″ est | « PA00108017 » | Classé     | 1920           | Immeuble                                                  |
| Immeuble                                                  | 21 Grand-Place                                        | 50° 17′ 32″ nord, 2° 46′ 46″ est | « PA00108018 » | Classé     | 1921           | Image manquante Téléverser                                |
| Immeuble                                                  | 22 Grand-Place                                        | 50° 17′ 28″ nord, 2° 46′ 50″ est | « PA00108019 » | Classé     | 1920           | Immeuble                                                  |
| Immeuble                                                  | 23 Grand-Place                                        | 50° 17′ 32″ nord, 2° 46′ 47″ est | « PA00108020 » | Classé     | 1920           | Image manquante Téléverser                                |
| Immeuble                                                  | 25 Grand-Place                                        | 50° 17′ 32″ nord, 2° 46′ 47″ est | « PA00108021 » | Classé     | 1920           | Image manquante Téléverser                                |
| Immeuble                                                  | 27 Grand-Place                                        | 50° 17′ 32″ nord, 2° 46′ 47″ est | « PA00108022 » | Classé     | 1919           | Immeuble                                                  |
| Immeuble                                                  | 28 Grand-Place                                        | 50° 17′ 29″ nord, 2° 46′ 51″ est | « PA00108023 » | Classé     | 1920           | Image manquante Téléverser                                |
| Immeuble                                                  | 29 Grand-Place                                        | 50° 17′ 32″ nord, 2° 46′ 47″ est | « PA00108024 » | Classé     | 1920           | Image manquante Téléverser                                |
| Immeuble                                                  | 30 Grand-Place                                        | 50° 17′ 29″ nord, 2° 46′ 51″ est | « PA00108025 » | Classé     | 1920           | Image manquante Téléverser                                |
| Immeuble                                                  | 30bis Grand-Place                                     | 50° 17′ 29″ nord, 2° 46′ 51″ est | « PA00108026 » | Classé     | 1920           | Image manquante Téléverser                                |
| Immeuble                                                  | 31 Grand-Place                                        | 50° 17′ 32″ nord, 2° 46′ 47″ est | « PA00108027 » | Classé     | 1920           | Image manquante Téléverser                                |
| Immeuble                                                  | 32 Grand-Place                                        | 50° 17′ 29″ nord, 2° 46′ 51″ est | « PA00108028 » | Classé     | 1920           | Image manquante Téléverser                                |
| Immeuble                                                  | 33 Grand-Place                                        | 50° 17′ 33″ nord, 2° 46′ 47″ est | « PA00108029 » | Classé     | 1921           | Image manquante Téléverser                                |
| Immeuble                                                  | 34 Grand-Place                                        | 50° 17′ 29″ nord, 2° 46′ 51″ est | « PA00108030 » | Classé     | 1920           | Image manquante Téléverser                                |
| Immeuble                                                  | 35 Grand-Place                                        | 50° 17′ 33″ nord, 2° 46′ 48″ est | « PA00108031 » | Classé     | 1920           | Immeuble                                                  |
| Immeuble                                                  | 36 Grand-Place                                        | 50° 17′ 29″ nord, 2° 46′ 51″ est | « PA00108032 » | Classé     | 1920           | Image manquante Téléverser                                |
| Immeuble                                                  | 37 Grand-Place                                        | 50° 17′ 33″ nord, 2° 46′ 48″ est | « PA00108033 » | Classé     | 1919           | Image manquante Téléverser                                |
| Immeuble                                                  | 40 Grand-Place                                        | 50° 17′ 30″ nord, 2° 46′ 51″ est | « PA00108034 » | Classé     | 1920           | Image manquante Téléverser                                |
| Immeuble                                                  | 41 Grand-Place                                        | 50° 17′ 34″ nord, 2° 46′ 48″ est | « PA00108035 » | Classé     | 1920           | Image manquante Téléverser                                |
| Immeuble                                                  | 42 Grand-Place                                        | 50° 17′ 30″ nord, 2° 46′ 51″ est | « PA00108036 » | Classé     | 1920           | Immeuble                                                  |
| Immeuble                                                  | 43 Grand-Place                                        | 50° 17′ 34″ nord, 2° 46′ 48″ est | « PA00108037 » | Classé     | 1920           | Image manquante Téléverser                                |
| Immeuble                                                  | 44 Grand-Place                                        | 50° 17′ 30″ nord, 2° 46′ 51″ est | « PA00108038 » | Classé     | 1920           | Image manquante Téléverser                                |
| Immeuble                                                  | 45 Grand-Place                                        | 50° 17′ 34″ nord, 2° 46′ 48″ est | « PA00108039 » | Classé     | 1919           | Image manquante Téléverser                                |
| Immeuble                                                  | 46 Grand-Place                                        | 50° 17′ 30″ nord, 2° 46′ 52″ est | « PA00108040 » | Classé     | 1919           | Immeuble                                                  |
| Immeuble                                                  | 47 Grand-Place                                        | 50° 17′ 35″ nord, 2° 46′ 49″ est | « PA00108041 » | Classé     | 1919           | Immeuble                                                  |
| Immeuble                                                  | 48 Grand-Place                                        | 50° 17′ 31″ nord, 2° 46′ 52″ est | « PA00108042 » | Classé     | 1921           | Image manquante Téléverser                                |
| Immeuble                                                  | 49 Grand-Place                                        | 50° 17′ 35″ nord, 2° 46′ 49″ est | « PA00108043 » | Classé     | 1920           | Immeuble                                                  |
| Immeuble                                                  | 50 Grand-Place                                        | 50° 17′ 31″ nord, 2° 46′ 52″ est | « PA00108044 » | Classé     | 1920           | Image manquante Téléverser                                |
| Maison                                                    | 51 Grand-Place                                        | 50° 17′ 35″ nord, 2° 46′ 50″ est | « PA00108045 » | Classé     | 1921 1998      | Maison                                                    |
| Immeuble                                                  | 52 Grand-Place                                        | 50° 17′ 31″ nord, 2° 46′ 52″ est | « PA00108046 » | Classé     | 1920           | Image manquante Téléverser                                |
| Maison                                                    | 53 Grand-Place                                        | 50° 17′ 34″ nord, 2° 46′ 50″ est | « PA00108047 » | Classé     | 1919 1998      | Maison                                                    |
| Immeuble                                                  | 54 Grand-Place                                        | 50° 17′ 31″ nord, 2° 46′ 52″ est | « PA00108048 » | Classé     | 1920           | Immeuble                                                  |
| Immeuble                                                  | 55 Grand-Place                                        | 50° 17′ 34″ nord, 2° 46′ 51″ est | « PA00108049 » | Classé     | 1920           | Immeuble                                                  |
| Immeuble                                                  | 56 Grand-Place                                        | 50° 17′ 31″ nord, 2° 46′ 52″ est | « PA00108050 » | Classé     | 1919           | Image manquante Téléverser                                |
| Immeuble                                                  | 57 Grand-Place                                        | 50° 17′ 34″ nord, 2° 46′ 51″ est | « PA00108051 » | Classé     | 1919           | Immeuble                                                  |
| Immeuble                                                  | 58 Grand-Place                                        | 50° 17′ 32″ nord, 2° 46′ 52″ est | « PA00108052 » | Classé     | 1921           | Image manquante Téléverser                                |
| Immeuble                                                  | 59 Grand-Place                                        | 50° 17′ 34″ nord, 2° 46′ 52″ est | « PA00108053 » | Classé     | 1919           | Immeuble                                                  |
| Immeuble                                                  | 60 Grand-Place                                        | 50° 17′ 32″ nord, 2° 46′ 53″ est | « PA00108054 » | Classé     | 1919           | Image manquante Téléverser                                |
| Immeuble                                                  | 61 Grand-Place                                        | 50° 17′ 34″ nord, 2° 46′ 52″ est | « PA00108055 » | Classé     | 1919           | Immeuble                                                  |
| Immeuble                                                  | 62 Grand-Place                                        | 50° 17′ 32″ nord, 2° 46′ 53″ est | « PA00108056 » | Classé     | 1921           | Image manquante Téléverser                                |
| Immeuble                                                  | 63 Grand-Place                                        | 50° 17′ 32″ nord, 2° 46′ 53″ est | « PA00108056 » | Classé     | 1921           | Immeuble                                                  |
| Immeuble                                                  | 64 Grand-Place                                        | 50° 17′ 32″ nord, 2° 46′ 53″ est | « PA00108057 » | Classé     | 1919           | Image manquante Téléverser                                |
| Immeuble                                                  | 65 Grand-Place                                        | 50° 17′ 32″ nord, 2° 46′ 53″ est | « PA00108057 » | Classé     | 1919           | Immeuble                                                  |
| Immeuble                                                  | 66 Grand-Place                                        | 50° 17′ 32″ nord, 2° 46′ 53″ est | « PA00108058 » | Classé     | 1920           | Image manquante Téléverser                                |
| Immeuble                                                  | 67 Grand-Place                                        | 50° 17′ 32″ nord, 2° 46′ 53″ est | « PA00108058 » | Classé     | 1920           | Immeuble                                                  |
| Immeuble                                                  | 68 Grand-Place                                        | 50° 17′ 33″ nord, 2° 46′ 53″ est | « PA00108059 » | Classé     | 1921           | Immeuble                                                  |
| Immeuble                                                  | 70 Grand-Place                                        | 50° 17′ 33″ nord, 2° 46′ 53″ est | « PA00108060 » | Classé     | 1921           | Immeuble                                                  |
| Immeuble                                                  | 72 Grand-Place                                        | 50° 17′ 33″ nord, 2° 46′ 53″ est | « PA00108061 » | Classé     | 1920           | Immeuble                                                  |
| Immeuble                                                  | 74 Grand-Place                                        | 50° 17′ 33″ nord, 2° 46′ 53″ est | « PA00108062 » | Classé     | 1920           | Immeuble                                                  |
| Immeuble                                                  | 76 Grand-Place                                        | 50° 17′ 34″ nord, 2° 46′ 54″ est | « PA00108063 » | Classé     | 1920           | Immeuble                                                  |
| Immeuble                                                  | 2 place des Héros                                     | 50° 17′ 27″ nord, 2° 46′ 37″ est | « PA00108077 » | Classé     | 1921           | Immeuble                                                  |
| Immeuble                                                  | 4 place des Héros                                     | 50° 17′ 27″ nord, 2° 46′ 37″ est | « PA00108078 » | Classé     | 1920           | Image manquante Téléverser                                |
| Immeuble                                                  | 5 place des Héros                                     | 50° 17′ 29″ nord, 2° 46′ 39″ est | « PA00108079 » | Classé     | 1926           | Image manquante Téléverser                                |
| Immeuble                                                  | 6 place des Héros                                     | 50° 17′ 27″ nord, 2° 46′ 38″ est | « PA00108080 » | Classé     | 1921           | Image manquante Téléverser                                |
| Immeuble                                                  | 7 place des Héros                                     | 50° 17′ 29″ nord, 2° 46′ 39″ est | « PA00108081 » | Classé     | 1919           | Immeuble                                                  |
| Immeuble                                                  | 8 place des Héros                                     | 50° 17′ 27″ nord, 2° 46′ 38″ est | « PA00108082 » | Classé     | 1921           | Immeuble                                                  |
| Immeuble                                                  | 9 place des Héros                                     | 50° 17′ 28″ nord, 2° 46′ 40″ est | « PA00108083 » | Classé     | 1921           | Image manquante Téléverser                                |
| Immeuble                                                  | 10 place des Héros                                    | 50° 17′ 27″ nord, 2° 46′ 38″ est | « PA00108084 » | Classé     | 1919           | Immeuble                                                  |
| Immeuble                                                  | 11 place des Héros                                    | 50° 17′ 28″ nord, 2° 46′ 40″ est | « PA00108085 » | Classé     | 1921           | Immeuble                                                  |
| Immeuble                                                  | 12 place des Héros                                    | 50° 17′ 27″ nord, 2° 46′ 38″ est | « PA00108086 » | Classé     | 1921           | Immeuble                                                  |
| Immeuble                                                  | 14 place des Héros                                    | 50° 17′ 27″ nord, 2° 46′ 38″ est | « PA00108087 » | Classé     | 1921           | Immeuble                                                  |
| Immeuble                                                  | 16 place des Héros                                    | 50° 17′ 27″ nord, 2° 46′ 39″ est | « PA00108088 » | Classé     | 1921           | Immeuble                                                  |
| Immeuble                                                  | 17 place des Héros                                    | 50° 17′ 28″ nord, 2° 46′ 41″ est | « PA00108089 » | Classé     | 1920           | Immeuble                                                  |
| Immeuble                                                  | 18 place des Héros                                    | 50° 17′ 26″ nord, 2° 46′ 39″ est | « PA00108090 » | Classé     | 1919           | Immeuble                                                  |
| Immeuble                                                  | 19 place des Héros                                    | 50° 17′ 28″ nord, 2° 46′ 41″ est | « PA00108091 » | Classé     | 1920           | Immeuble                                                  |
| Immeuble                                                  | 20 place des Héros                                    | 50° 17′ 26″ nord, 2° 46′ 39″ est | « PA00108092 » | Classé     | 1921           | Immeuble                                                  |
| Immeuble                                                  | 21 place des Héros                                    | 50° 17′ 28″ nord, 2° 46′ 41″ est | « PA00108093 » | Classé     | 1919           | Immeuble                                                  |
| Immeuble                                                  | 22 place des Héros                                    | 50° 17′ 26″ nord, 2° 46′ 39″ est | « PA00108094 » | Classé     | 1921           | Immeuble                                                  |
| Immeuble                                                  | 23 place des Héros                                    | 50° 17′ 28″ nord, 2° 46′ 42″ est | « PA00108095 » | Classé     | 1920           | Immeuble                                                  |
| Immeuble                                                  | 24 place des Héros                                    | 50° 17′ 26″ nord, 2° 46′ 39″ est | « PA00108096 » | Classé     | 1921           | Immeuble                                                  |
| Immeuble                                                  | 25 place des Héros                                    | 50° 17′ 28″ nord, 2° 46′ 42″ est | « PA00108097 » | Classé     | 1919           | Immeuble                                                  |
| Immeuble                                                  | 26 place des Héros                                    | 50° 17′ 26″ nord, 2° 46′ 40″ est | « PA00108098 » | Classé     | 1920           | Immeuble                                                  |
| Immeuble                                                  | 27 place des Héros                                    | 50° 17′ 28″ nord, 2° 46′ 42″ est | « PA00108099 » | Classé     | 1919           | Immeuble                                                  |
| Immeuble                                                  | 28 place des Héros                                    | 50° 17′ 26″ nord, 2° 46′ 40″ est | « PA00108100 » | Classé     | 1919           | Immeuble                                                  |
| Immeuble                                                  | 29 place des Héros                                    | 50° 17′ 28″ nord, 2° 46′ 42″ est | « PA00108101 » | Classé     | 1920           | Immeuble                                                  |
| Immeuble                                                  | 30 place des Héros                                    | 50° 17′ 26″ nord, 2° 46′ 40″ est | « PA00108102 » | Classé     | 1919           | Immeuble                                                  |
| Immeuble                                                  | 31 place des Héros                                    | 50° 17′ 28″ nord, 2° 46′ 42″ est | « PA00108103 » | Classé     | 1919           | Immeuble                                                  |
| Immeuble                                                  | 32 place des Héros                                    | 50° 17′ 26″ nord, 2° 46′ 40″ est | « PA00108104 » | Classé     | 1919           | Immeuble                                                  |
| Immeuble                                                  | 33 place des Héros                                    | 50° 17′ 28″ nord, 2° 46′ 43″ est | « PA00108105 » | Classé     | 1919           | Immeuble                                                  |
| Immeuble                                                  | 34 place des Héros                                    | 50° 17′ 26″ nord, 2° 46′ 40″ est | « PA00108106 » | Classé     | 1921           | Immeuble                                                  |
| Immeuble                                                  | 35 place des Héros                                    | 50° 17′ 27″ nord, 2° 46′ 43″ est | « PA00108107 » | Classé     | 1919           | Immeuble                                                  |
| Immeuble                                                  | 36 place des Héros                                    | 50° 17′ 26″ nord, 2° 46′ 40″ est | « PA00108108 » | Classé     | 1921           | Immeuble                                                  |
| Immeuble                                                  | 38 place des Héros                                    | 50° 17′ 26″ nord, 2° 46′ 41″ est | « PA00108109 » | Classé     | 1919           | Immeuble                                                  |
| Immeuble                                                  | 39 place des Héros Rue de la Taillerie                | 50° 17′ 27″ nord, 2° 46′ 43″ est | « PA00108110 » | Classé     | 1920 1921      | Immeuble                                                  |
| Immeuble                                                  | 42 place des Héros                                    | 50° 17′ 26″ nord, 2° 46′ 41″ est | « PA00108111 » | Classé     | 1921           | Immeuble                                                  |
| Immeuble                                                  | 44 place des Héros                                    | 50° 17′ 26″ nord, 2° 46′ 41″ est | « PA00108112 » | Classé     | 1920           | Immeuble                                                  |
| Immeuble                                                  | 46 place des Héros                                    | 50° 17′ 26″ nord, 2° 46′ 42″ est | « PA00108113 » | Classé     | 1921           | Immeuble                                                  |
| Immeuble                                                  | 48 place des Héros                                    | 50° 17′ 25″ nord, 2° 46′ 42″ est | « PA00108114 » | Classé     | 1919           | Image manquante Téléverser                                |
| Immeuble                                                  | 50 place des Héros                                    | 50° 17′ 25″ nord, 2° 46′ 42″ est | « PA00108115 » | Classé     | 1919           | Immeuble                                                  |
| Immeuble                                                  | 52 place des Héros                                    | 50° 17′ 25″ nord, 2° 46′ 42″ est | « PA00108116 » | Classé     | 1919           | Immeuble                                                  |
| Immeuble                                                  | 54 place des Héros                                    | 50° 17′ 25″ nord, 2° 46′ 42″ est | « PA00108117 » | Classé     | 1919           | Immeuble                                                  |
| Immeuble                                                  | 56 place des Héros                                    | 50° 17′ 25″ nord, 2° 46′ 43″ est | « PA00108118 » | Classé     | 1919           | Immeuble                                                  |
| Immeuble                                                  | 56bis place des Héros                                 | 50° 17′ 25″ nord, 2° 46′ 43″ est | « PA00108119 » | Classé     | 1920           | Immeuble                                                  |
| Immeuble                                                  | 58 place des Héros                                    | 50° 17′ 25″ nord, 2° 46′ 43″ est | « PA00108120 » | Classé     | 1919           | Immeuble                                                  |
| Immeuble                                                  | 60 place des Héros                                    | 50° 17′ 26″ nord, 2° 46′ 43″ est | « PA00108121 » | Classé     | 1920           | Immeuble                                                  |
| Immeuble                                                  | 62 place des Héros                                    | 50° 17′ 26″ nord, 2° 46′ 43″ est | « PA00108122 » | Classé     | 1919           | Immeuble                                                  |
| Immeuble                                                  | 64 place des Héros                                    | 50° 17′ 26″ nord, 2° 46′ 43″ est | « PA00108123 » | Classé     | 1920           | Immeuble                                                  |
| Immeuble                                                  | 66 place des Héros                                    | 50° 17′ 26″ nord, 2° 46′ 44″ est | « PA00108124 » | Classé     | 1919           | Immeuble                                                  |
| Immeuble                                                  | 68 place des Héros                                    | 50° 17′ 26″ nord, 2° 46′ 44″ est | « PA00108125 » | Classé     | 1919           | Immeuble                                                  |
| Immeuble                                                  | 70 place des Héros                                    | 50° 17′ 26″ nord, 2° 46′ 44″ est | « PA00108126 » | Classé     | 1920           | Immeuble                                                  |
| Immeuble                                                  | 72, 74 place des Héros                                | 50° 17′ 26″ nord, 2° 46′ 44″ est | « PA00108127 » | Classé     | 1919           | Immeuble                                                  |
| Immeuble                                                  | 76 place des Héros                                    | 50° 17′ 27″ nord, 2° 46′ 44″ est | « PA00108128 » | Classé     | 1919           | Immeuble                                                  |
| Immeuble                                                  | 4 rue du Marché-au-Filé                               | 50° 17′ 35″ nord, 2° 46′ 40″ est | « PA00108070 » | Classé     | 1922           | Immeuble                                                  |
| Immeuble                                                  | 117 rue Méaulens                                      | 50° 17′ 43″ nord, 2° 46′ 18″ est | « PA00108074 » | Inscrit    | 1942           | Image manquante Téléverser                                |
| Immeuble                                                  | 1 rue de Paris place du 33e                           | 50° 17′ 28″ nord, 2° 46′ 04″ est | « PA00108075 » | Inscrit    | 1946           | Image manquante Téléverser                                |
| Immeuble                                                  | 1 rue de la Taillerie                                 | 50° 17′ 27″ nord, 2° 46′ 44″ est | « PA00108134 » | Classé     | 1921           | Image manquante Téléverser                                |
| Immeuble                                                  | 3 rue de la Taillerie                                 | 50° 17′ 28″ nord, 2° 46′ 44″ est | « PA00108135 » | Classé     | 1920           | Image manquante Téléverser                                |
| Immeuble                                                  | 4 rue de la Taillerie                                 | 50° 17′ 27″ nord, 2° 46′ 44″ est | « PA00108136 » | Classé     | 1919           | Image manquante Téléverser                                |
| Immeuble                                                  | 5 rue de la Taillerie                                 | 50° 17′ 28″ nord, 2° 46′ 44″ est | « PA00108137 » | Classé     | 1921           | Image manquante Téléverser                                |
| Immeuble                                                  | 6 rue de la Taillerie                                 | 50° 17′ 27″ nord, 2° 46′ 44″ est | « PA00108138 » | Classé     | 1920           | Image manquante Téléverser                                |
| Immeuble                                                  | 7 rue de la Taillerie                                 | 50° 17′ 28″ nord, 2° 46′ 44″ est | « PA00108139 » | Classé     | 1920           | Image manquante Téléverser                                |
| Immeuble                                                  | 8 rue de la Taillerie                                 | 50° 17′ 27″ nord, 2° 46′ 45″ est | « PA00108140 » | Classé     | 1919           | Image manquante Téléverser                                |
| Immeuble                                                  | 9 rue de la Taillerie                                 | 50° 17′ 28″ nord, 2° 46′ 44″ est | « PA00108141 » | Classé     | 1920           | Image manquante Téléverser                                |
| Immeuble                                                  | 10 rue de la Taillerie                                | 50° 17′ 28″ nord, 2° 46′ 45″ est | « PA00108142 » | Classé     | 1920           | Image manquante Téléverser                                |
| Immeuble                                                  | 11 rue de la Taillerie                                | 50° 17′ 28″ nord, 2° 46′ 44″ est | « PA00108143 » | Classé     | 1921           | Image manquante Téléverser                                |
| Immeuble                                                  | 12 rue de la Taillerie                                | 50° 17′ 28″ nord, 2° 46′ 45″ est | « PA00108144 » | Classé     | 1920           | Image manquante Téléverser                                |
| Immeuble                                                  | 13 rue de la Taillerie                                | 50° 17′ 28″ nord, 2° 46′ 44″ est | « PA00108145 » | Classé     | 1919           | Image manquante Téléverser                                |
| Immeuble                                                  | 15 rue de la Taillerie                                | 50° 17′ 29″ nord, 2° 46′ 44″ est | « PA00108146 » | Classé     | 1921           | Image manquante Téléverser                                |
| Immeuble                                                  | 16 rue de la Taillerie                                | 50° 17′ 28″ nord, 2° 46′ 45″ est | « PA00108147 » | Classé     | 1919           | Image manquante Téléverser                                |
| Immeuble                                                  | 17 rue de la Taillerie                                | 50° 17′ 29″ nord, 2° 46′ 44″ est | « PA00108148 » | Classé     | 1919           | Image manquante Téléverser                                |
| Immeuble                                                  | 18 rue de la Taillerie                                | 50° 17′ 28″ nord, 2° 46′ 45″ est | « PA00108149 » | Classé     | 1920           | Image manquante Téléverser                                |
| Immeuble                                                  | 19 rue de la Taillerie                                | 50° 17′ 29″ nord, 2° 46′ 44″ est | « PA00108150 » | Classé     | 1919           | Image manquante Téléverser                                |
| Immeuble                                                  | 20 rue de la Taillerie                                | 50° 17′ 28″ nord, 2° 46′ 46″ est | « PA00108151 » | Classé     | 1920           | Image manquante Téléverser                                |
| Immeuble                                                  | 21 rue de la Taillerie                                | 50° 17′ 29″ nord, 2° 46′ 44″ est | « PA00108152 » | Classé     | 1919           | Image manquante Téléverser                                |
| Immeuble                                                  | 22 rue de la Taillerie                                | 50° 17′ 29″ nord, 2° 46′ 46″ est | « PA00108153 » | Classé     | 1919           | Image manquante Téléverser                                |
| Immeuble                                                  | 23 rue de la Taillerie                                | 50° 17′ 29″ nord, 2° 46′ 45″ est | « PA00108154 » | Classé     | 1919           | Immeuble                                                  |
| Immeuble                                                  | 24 rue de la Taillerie                                | 50° 17′ 29″ nord, 2° 46′ 46″ est | « PA00108155 » | Classé     | 1920           | Image manquante Téléverser                                |
| Immeuble                                                  | 26 rue de la Taillerie                                | 50° 17′ 29″ nord, 2° 46′ 46″ est | « PA00108156 » | Classé     | 1920           | Image manquante Téléverser                                |
| Immeuble                                                  | 28 rue de la Taillerie                                | 50° 17′ 29″ nord, 2° 46′ 46″ est | « PA00108157 » | Classé     | 1920           | Image manquante Téléverser                                |
| Immeuble                                                  | 30 rue de la Taillerie                                | 50° 17′ 29″ nord, 2° 46′ 46″ est | « PA00108158 » | Classé     | 1921           | Image manquante Téléverser                                |
| Magasin aux Allées                                        | 4 avenue du Général Sarrail                           | 50° 17′ 14″ nord, 2° 45′ 48″ est | « PA00107979 » | Inscrit    | 2012           | Image manquante Téléverser                                |
| Maison                                                    | 17 rue des Agaches[Laquelle ?][pas clair]             | 50° 17′ 30″ nord, 2° 46′ 17″ est | « PA00107987 » | Inscrit    | 1946           | Image manquante Téléverser                                |
| Maison                                                    | 41, 43 rue d'Amiens                                   | 50° 17′ 28″ nord, 2° 45′ 54″ est | « PA00107988 » | Inscrit    | 1946           | Maison                                                    |
| Maison                                                    | 48 rue d'Amiens                                       | 50° 17′ 28″ nord, 2° 45′ 53″ est | « PA00107989 » | Inscrit    | 1946           | Maison                                                    |
| Maison                                                    | 9 place de l'Ancien-Rivage                            | 50° 17′ 42″ nord, 2° 46′ 31″ est | « PA00107991 » | Inscrit    | 1946           | Maison                                                    |
| Maison                                                    | 16 rue Aristide-Briand                                | à géolocaliser                   | « PA00107992 » | Inscrit    | 1946           | Maison                                                    |
| Maison                                                    | 77 rue des Augustines                                 | 50° 17′ 38″ nord, 2° 46′ 38″ est | « PA00107993 » | Inscrit    | 1987           | Maison                                                    |
| Maison                                                    | 1 place Guy-Mollet                                    | 50° 17′ 34″ nord, 2° 46′ 45″ est | « PA00108064 » | Classé     | 1976           | Image manquante Téléverser                                |
| Maison                                                    | 3 place Guy-Mollet                                    | 50° 17′ 34″ nord, 2° 46′ 44″ est | « PA00108065 » | Inscrit    | 1976           | Image manquante Téléverser                                |
| Maison                                                    | 5 place Guy-Mollet                                    | 50° 17′ 34″ nord, 2° 46′ 44″ est | « PA00108066 » | Inscrit    | 1984           | Image manquante Téléverser                                |
| Maison                                                    | 5bis place Guy-Mollet                                 | 50° 17′ 34″ nord, 2° 46′ 43″ est | « PA00108067 » | Inscrit    | 1984           | Image manquante Téléverser                                |
| Maison                                                    | 18 place Guy-Mollet                                   | 50° 17′ 36″ nord, 2° 46′ 41″ est | « PA00108068 » | Inscrit    | 1976           | Image manquante Téléverser                                |
| Maison                                                    | 6 rue des Jongleurs                                   | 50° 17′ 27″ nord, 2° 46′ 25″ est | « PA00108069 » | Inscrit    | 1946           | Image manquante Téléverser                                |
| Maison                                                    | 71 rue Méaulens                                       | à géolocaliser                   | « PA00108072 » | Inscrit    | 1942           | Maison                                                    |
| Maison                                                    | 97 rue Méaulens                                       | à géolocaliser                   | « PA00108073 » | Inscrit    | 1946           | Maison                                                    |
| Maison                                                    | 25 rue Paul-Doumer                                    | 50° 17′ 28″ nord, 2° 46′ 28″ est | « PA00108076 » | Inscrit    | 1946           | Image manquante Téléverser                                |
| Maison                                                    | 2 rue des Promenades Rue Victor-Hugo                  | 50° 17′ 16″ nord, 2° 46′ 02″ est | « PA00108129 » | Inscrit    | 1948           | Maison                                                    |
| Maison                                                    | 2 grande-rue du Rivage                                | 50° 17′ 42″ nord, 2° 46′ 27″ est | « PA00108130 » | Inscrit    | 1946           | Image manquante Téléverser                                |
| Maison                                                    | 9 rue Rohart-Courtin Place Victor-Hugo                | 50° 17′ 18″ nord, 2° 46′ 08″ est | « PA00108131 » | Inscrit    | 1948           | Maison                                                    |
| Maison                                                    | 12 rue Sainte-Croix                                   | 50° 17′ 35″ nord, 2° 46′ 46″ est | « PA00108132 » | Inscrit    | 1946           | Image manquante Téléverser                                |
| Maison                                                    | 14 rue Sainte-Croix                                   | 50° 17′ 35″ nord, 2° 46′ 46″ est | « PA00108133 » | Inscrit    | 1946           | Image manquante Téléverser                                |
| Maison                                                    | 4 rue du Tripot                                       | à géolocaliser                   | « PA00108159 » | Inscrit    | 1946           | Image manquante Téléverser                                |
| Maison                                                    | 1 place Victor-Hugo                                   | 50° 17′ 17″ nord, 2° 46′ 07″ est | « PA00108160 » | Inscrit    | 1948           | Maison                                                    |
| Maison                                                    | 2 place Victor-Hugo                                   | 50° 17′ 18″ nord, 2° 46′ 07″ est | « PA00108161 » | Inscrit    | 1948           | Image manquante Téléverser                                |
| Maison                                                    | 3 place Victor-Hugo                                   | 50° 17′ 17″ nord, 2° 46′ 07″ est | « PA00108162 » | Inscrit    | 1948           | Maison                                                    |
| Maison                                                    | 4 place Victor-Hugo                                   | 50° 17′ 18″ nord, 2° 46′ 06″ est | « PA00108163 » | Inscrit    | 1948           | Maison                                                    |
| Maison                                                    | 5 place Victor-Hugo                                   | 50° 17′ 17″ nord, 2° 46′ 08″ est | « PA00108164 » | Inscrit    | 1948           | Maison                                                    |
| Maison                                                    | 6 place Victor-Hugo                                   | 50° 17′ 19″ nord, 2° 46′ 05″ est | « PA00108165 » | Inscrit    | 1948           | Image manquante Téléverser                                |
| Maison                                                    | 7 place Victor-Hugo                                   | 50° 17′ 16″ nord, 2° 46′ 07″ est | « PA00108166 » | Inscrit    | 1948           | Maison                                                    |
| Maison                                                    | 8 place Victor-Hugo                                   | 50° 17′ 19″ nord, 2° 46′ 05″ est | « PA00108167 » | Inscrit    | 1948           | Maison                                                    |
| Maison                                                    | 9 place Victor-Hugo                                   | 50° 17′ 16″ nord, 2° 46′ 07″ est | « PA00108168 » | Inscrit    | 1948           | Image manquante Téléverser                                |
| Maison                                                    | 11 place Victor-Hugo                                  | 50° 17′ 16″ nord, 2° 46′ 06″ est | « PA00108169 » | Inscrit    | 1948           | Maison                                                    |
| Maison                                                    | 12 place Victor-Hugo                                  | 50° 17′ 18″ nord, 2° 46′ 03″ est | « PA00108170 » | Inscrit    | 1948           | Maison                                                    |
| Maison                                                    | 13 place Victor-Hugo                                  | 50° 17′ 15″ nord, 2° 46′ 05″ est | « PA00108171 » | Inscrit    | 1948           | Maison                                                    |
| Maison                                                    | 14 place Victor-Hugo                                  | 50° 17′ 18″ nord, 2° 46′ 03″ est | « PA00108172 » | Inscrit    | 1948           | Maison                                                    |
| Maison                                                    | 15 place Victor-Hugo                                  | 50° 17′ 16″ nord, 2° 46′ 04″ est | « PA00108173 » | Inscrit    | 1948           | Maison                                                    |
| Maison                                                    | 16 place Victor-Hugo                                  | 50° 17′ 18″ nord, 2° 46′ 03″ est | « PA00108174 » | Inscrit    | 1948           | Maison                                                    |
| Maison                                                    | 17 place Victor-Hugo                                  | 50° 17′ 16″ nord, 2° 46′ 04″ est | « PA00108175 » | Inscrit    | 1948           | Maison                                                    |
| Maison                                                    | 18 place Victor-Hugo                                  | 50° 17′ 17″ nord, 2° 46′ 03″ est | « PA00108176 » | Inscrit    | 1948           | Maison                                                    |
| Maison                                                    | 19 place Victor-Hugo                                  | 50° 17′ 16″ nord, 2° 46′ 03″ est | « PA00108177 » | Inscrit    | 1948           | Image manquante Téléverser                                |
| Maison                                                    | 20 place Victor-Hugo                                  | 50° 17′ 17″ nord, 2° 46′ 03″ est | « PA00108178 » | Inscrit    | 1948           | Maison                                                    |
| Maison                                                    | 22 place Victor-Hugo                                  | 50° 17′ 17″ nord, 2° 46′ 03″ est | « PA00108179 » | Inscrit    | 1948           | Maison                                                    |
| Maison                                                    | 6 rue Victor-Hugo                                     | 50° 17′ 15″ nord, 2° 46′ 06″ est | « PA00108180 » | Inscrit    | 1948           | Image manquante Téléverser                                |
| Maison à l'enseigne de La Charrette                       | 18 rue du Marché-au-Filé                              | 50° 17′ 34″ nord, 2° 46′ 37″ est | « PA00108071 » | Inscrit    | 1946           | Image manquante Téléverser                                |
| Maison à l'enseigne de la Renommée                        | 65 rue d'Amiens                                       | 50° 17′ 27″ nord, 2° 45′ 51″ est | « PA00107990 » | Inscrit    | 1946           | Maison à l'enseigne de la Renommée                        |
| Maison à pignon jouxtant le palais de justice             | 16 rue Delansorne                                     | 50° 17′ 25″ nord, 2° 46′ 33″ est | « PA00107994 » | Inscrit    | 1946           | Maison à pignon jouxtant le palais de justice             |
| Maison canoniale                                          | 14 place de la Préfecture                             | 50° 17′ 36″ nord, 2° 45′ 53″ est | « PA00107980 » | Inscrit    | 1942           | Maison canoniale                                          |
| Maison des Sirènes                                        | 16 place du Théâtre                                   | 50° 17′ 26″ nord, 2° 46′ 24″ est | « PA00107981 » | Inscrit    | 1942           | Maison des Sirènes                                        |
| Palais des États d'Artois                                 | Place des États Rue Delansorne Place Longlet          | 50° 17′ 24″ nord, 2° 46′ 33″ est | « PA00107982 » | Classé     | 1946           | Palais des États d'Artois                                 |
| Porte Méaulens                                            | 119 rue Méaulens                                      | 50° 17′ 43″ nord, 2° 46′ 17″ est | « PA00107984 » | Inscrit    | 1942           | Image manquante Téléverser                                |
| Ancien quartier Schramm                                   | Place du 33e RI Rue Sainte-Claire                     | 50° 17′ 24″ nord, 2° 45′ 59″ est | « PA00107983 » | Inscrit    | 1946 2012 2018 | Image manquante Téléverser                                |
| Remparts                                                  |                                                       | à géolocaliser                   | « PA00107985 » | Inscrit    | 1945           | Remparts                                                  |
| Temple de Cybèle                                          | 79 rue Baudimont                                      | 50° 17′ 43″ nord, 2° 45′ 46″ est | « PA00135492 » | Inscrit    | 1995           | Image manquante Téléverser                                |
| Temple protestant d'Arras                                 | 16 rue Victor-Hugo                                    | 50° 17′ 20″ nord, 2° 46′ 01″ est | « PA62000107 » | Inscrit    | 2010           | Image manquante Téléverser                                |
| Théâtre                                                   | 7-9 place du Théâtre 26bis rue Ernestale              | 50° 17′ 25″ nord, 2° 46′ 25″ est | « PA00107986 » | Inscrit    | 1946 2000      | Théâtre                                                   |